# Belebei
Belebei (ru. Белебей) este un oraș din Republica Bașchiria, Federația Rusă și are o populație de 60.928 locuitori.